# André Duclos
Pour les articles homonymes, voir Duclos.
Œuvres principales
Bas-fonds du ciel
Soleil en perce
André Duclos est un poète français né le 28 mars 1932 à Lestiou et mort le 26 janvier 2007 à Orvault.

## Biographie
Instituteur dans le Loir-et-Cher, il achève de composer son premier recueil  en décembre 1958, alors qu'il effectue son service militaire au Maroc. Pour René Lacôte, commentant cet ouvrage marqué par l'influence de René-Guy Cadou, il s'agit d'un « livre stupéfiant comme le subit écho d'une voix chère disparue depuis longtemps ».
André Duclos côtoie notamment André Spire, dont il écrit qu'il est l'auteur d'une œuvre « de plein vent, à contre-vent, ombreuse et ombrageuse » et auquel il rend hommage en 1968 à l'occasion de son centième anniversaire.

## Publications
- Bas-fonds du ciel, Debresse, 1959
- Soleil en perce, Librairie de la Loire, 1964
- Littorales, Pierre-Jean Oswald, 1971
- Préface du double-album 33 tours Bernard Meulien-Gaston Couté, Lyrion, 1980[5]
- La Queue du chat, Éditions Saint-Germain-des-Prés, 1983